# Chad le Clos
Chad Guy Bertrand le Clos (* 12. April 1992 in Durban) ist ein südafrikanischer Schwimmer. Bei den Olympischen Sommerspielen 2012 in London gewann er das Rennen über 200 m Schmetterling knapp vor Michael Phelps. Ein Jahr später wurde er Weltmeister über 100 und 200 Meter Schmetterling.

## Werdegang
Bei den Olympischen Jugendspielen 2010 in Singapur gewann le Clos fünf Medaillen, darunter Gold über 200 Meter Lagenschwimmen sowie zwei Silbermedaillen im Schmetterlingsschwimmen und eine Silber- und eine Bronzemedaille im Freistilschwimmen.
Noch im gleichen Jahr nahm er an den Commonwealth Games 2010 in Delhi teil und gewann auch dort fünf Medaillen. Über 200 Meter Schmetterling und 400 Meter Lagenschwimmen gewann er jeweils Gold und stellte in beiden Disziplinen Wettbewerbsrekorde auf. Zudem gewann er Silber mit der Staffel im 4-mal-100-Meter-Lagenschwimmen sowie jeweils Bronze mit den Staffeln über 4 × 100 und 4 × 200 Meter Freistil.
Bei den ebenfalls 2010 stattfindenden Kurzbahnweltmeisterschaften in Dubai gewann le Clos Gold über 200 Meter Schmetterling. Dabei schwamm er fünf Hundertstel Sekunden schneller als der Weltrekordträger Kaio de Almeida und elf Hundertstel Sekunden schneller als der Silbermedaillengewinner von 2008, László Cseh.
Bei den Afrikaspielen 2011 in Maputo holte er insgesamt fünf Goldmedaillen sowie eine Silbermedaille. Er gewann über 200 Meter Schmetterling, 200 und 400 Meter Lagenschwimmen sowie mit den Staffeln über 4 × 100 Meter Freistil und 4 × 100 Meter Lagen. Seine einzige Silbermedaille gewann er über 100 Meter Schmetterling.
Am ersten Tag der Schwimmwettbewerbe der Olympischen Sommerspiele 2012 wurde er Fünfter über 400 Meter Lagen; am vierten Tag gewann er die Goldmedaille über 200 Meter Schmetterling in 1:52,96 Minuten und war damit fünf Hundertstel Sekunden schneller als der Sieger der beiden vorigen Olympischen Spiele, Michael Phelps. Am darauffolgenden Tag konnte sich le Clos durch Rang sieben im Halbfinale für das Finale über 200 Meter Lagen qualifizieren. Am siebten Tag erreichte er über 100 Meter Schmetterling den zweiten Platz und holte die Silbermedaille hinter Phelps, der 0,23 Sekunden schneller schwamm.
Bei den Weltmeisterschaften 2013 gewann er die Titel über 100 und 200 Meter Schmetterling. Im gleichen Jahr verbesserte er in Eindhoven den Kurzbahn-Weltrekord über 200 m Schmetterling auf 1:49,04 Minuten.
Ebenfalls 2013 erhielt er den Order of Ikhamanga in Silber.
Bei den Commonwealth Games 2014 in Glasgow gewann le Clos sieben Medaillen. Über 100 Meter und 200 Meter Schmetterling holte er Gold und stellte in beiden Disziplinen Wettbewerbsrekorde auf. Außerdem gewann er Silber mit der Staffel über 4 × 100 Meter Freistil. Bronzemedaillen holte er mit den Staffeln über 4 × 200 Meter Freistil und 4 × 100 Meter Lagen sowie im Einzelwettkampf über 200 Meter Lagen und 50 Meter Schmetterling.
Auch 2015 in Kasan sicherte sich le Clos über 100 und 200 Meter Schmetterling den Weltmeistertitel. Er siegte bei den Kurzbahnweltmeisterschaften 2016 in Ontario über alle drei Schmetterlingsdistanzen und stellte über 100 Meter mit 48,08 s den einzigen Einzelweltrekord der Meisterschaften auf. 2017 wurde er in Budapest zum zweiten Mal Weltmeister über 200 Meter Schmetterling.
Bei den Schwimmweltmeisterschaften 2019 gewann le Clos über 100 m und 200 m die Bronzemedaille.
Während der Eröffnungsfeier der Olympischen Sommerspiele 2020 war er gemeinsam mit der Hockeyspielerin Phumelela Mbande der Fahnenträger seiner Nation. 
Im Jahr 2023 siegte er bei den Deutschen Meisterschaften über 100 m Schmetterling sowie in der Staffel mit der SG Frankfurt über 4 × 100 m und 4 × 200 m Freistil.